# Postquam verus
Postquam verus was een pauselijke bul uitgevaardigd door paus Sixtus V op 3 december 1586 waarin onder andere het maximaal aantal kardinalen bepaald werd dat zitting kon nemen in het College van Kardinalen. Deze bepaling bleef tot het pontificaat van Johannes XXIII (1958-1963) door alle pausen gehandhaafd. 
De naam "Postquam verus" bestaat uit de eerste twee woorden van de eerste zin van de bul: "Postquam verus ille atque æternus Pastor..." ("Nadat deze ware en eeuwige Herder...").

## De bul
Na een aanhef, waarin de paus de kardinalen vergelijkt met de apostelen, die bereid moeten zijn hun leven te geven (indien noodzakelijk) ten behoeve van de kerk werden nieuwe bepalingen gegeven met betrekking tot de keuze van kardinalen en het maximaal aantal kardinalen dat zitting kon nemen in het College.
Het aantal prelaten werd vastgesteld op 70, naar voorbeeld van het aantal ouderlingen dat Mozes in opdracht van God moest verzamelen om hem in zijn taken te assisteren.
 En de HEERE zeide tot Mozes: Verzamel Mij zeventig mannen uit de oudsten van Israël, dewelke gij weet, dat zij de oudsten des volks en deszelfs ambtlieden zijn; en gij zult hen brengen voor de tent der samenkomst, en zij zullen zich daar bij u stellen
Het College kende door deze bul de volgende samenstelling:
- 6 kardinaal-bisschoppen
- 50 kardinaal-priesters
- 14 kardinaal-diakens

Inzake de benoeming van kardinalen werden strengere eisen gesteld. Zo gold als minimumleeftijd voor het kardinaalschap 22 jaar. Potentiële kandidaten moesten minimaal één jaar werkzaam zijn geweest in de zielzorg. Tevens waren uitgesloten buitenechtelijke zonen, mannen, die vader waren en mannelijke familieleden (1e en 2e graads) van leden van het College van kardinalen.
Een aanvullende bepaling was verder dat van de 70 kardinalen er minimaal 4 doctor theologie moesten zijn, afkomstig uit de bedelorden. Doordat de kardinalen samen met de paus de Wereldkerk vertegenwoordigden, moesten zij afkomstig zijn uit een groot aantal landen.
Met een aanvullende bul, Religiosa sanctorum van 13 april 1587, werden door Sixtus V onder meer de kerken in Rome bepaald, die aangewezen konden worden als titelkerken.

## Wijzigingen
Paus Johannes XXIII was de eerste paus die zich weinig gelegen liet liggen aan de Sixtijnse norm. Hij overschreed de norm van 70 kardinalen ruimschoots. Zijn opvolger paus Paulus VI (1963-1978) bepaalde in 1973 echter, dat het aantal kiesgerechtigde kardinalen (kardinalen die mee mogen stemmen tijdens een conclaaf) maximaal 120 mocht bedragen. Dit werd onder meer bereikt door het ontnemen van het kiesrecht van kardinalen die 80 jaar of ouder waren.. Deze laatste bepalingen werden door paus Johannes Paulus II in 1996 opnieuw bevestigd.